# Dominic Shipperley
Dominic Shipperley (Redcliffe, 4 gennaio 1991) è un ex rugbista a 15 australiano che giocava come tre quarti ala. A livello internazionale vanta tre presenze con l'Australia.

## Biografia
Shipperley fece il suo debutto a livello professionistico durante il Super Rugby 2011 con la maglia della franchigia australiana dei Reds, squadra con la quale, nello stesso anno, si aggiudicò il torneo. Dopo quattro stagioni giocate con la franchigia del Queensland, tra cui una partita disputata contro i British and Irish Lions durante il loro tour del 2013, annunciò, nel giugno 2014, il suo trasferimento ai Melbourne Rebels con cui firmò un contratto biennale. Una settimana dopo nella sua ultima partita con i Reds, che li vedeva opposti proprio ai Rebels, subì una frattura scomposta alla caviglia che pose fine alla sua annata rugbistica. Nonostante il grave infortunio, riuscì ad iniziare dalla prima giornata il Super Rugby 2015 con la sua nuova squadra, con la quale, al termine del torneo 2016, rinnovò per un anno il suo contratto. Shipperley, inoltre, ha giocato due stagioni del National Rugby Championship con i Melbourne Rising. Nel marzo 2018, a seguito dei numerosi infortuni che avevano contraddistinto le sue ultime due stagioni, si ritirò dal rugby giocato.
A livello internazionale Shipperley fu selezionato dalla Nazionale di rugby a 7 dell'Australia con cui disputò tre date delle IRB Sevens World Series 2009-2010. Con la selezione giovanile australiana disputò il Campionato mondiale giovanile di rugby 2010 dove arrivò fino alla finale persa con la Nuova Zelanda e fu anche convocato per il Campionato mondiale giovanile di rugby 2011 al quale, però, non partecipò per gli impegni con la franchigia dei Reds. Il suo debutto con l'Australia avvenne durante il The Rugby Championship 2012 nell'incontro con il Sudafrica, successivamente disputò altre due partite del torneo.
Nel 2015 Shipperley fu convocato nei Barbarians e giocò un incontro con Worcester.

## Palmarès
- Super Rugby: 1
Reds: 2011